# Mopan
El mopan (també maia mopan i mopane) és una llengua maia que forma part de la branca yucateca, conjuntament amb el yukatek, lacandó i itzá. És l'idioma natiu de la població maia dels mopans als districtes de Toledo, Stann Creek i Cayo a Belize, i al departament d'El Petén a Guatemala. A Belize té 6.093 parlants, i a Guatemala aproximadament 2.000 parlants.

## Distribució
Les viles on es parla mopan prominentment són San Luis, Poptún, Melchor de Mencos, i Dolores a Guatemala, així com a San Antonio al districte de Toledo de Belize.

## Gramàtica

### Ordre de les paraules
L'ordre de les paraules en mopan és verb-objecte-subjecte (VOS), encara que també és comú el subjecte-verb-objecte.

### Numerals i classificadors numerals
Els nombres en mopan sempre inclouen un numeral classificador que s'afegeix com a sufix. Aquests classificadors indiquen qualitats sobre el referent. Per exemple, els objectes rodons s'indiquen amb el sufix -kuul, mentre que, els objectes llargs i prims s'indiquen amb el sufix -tz'iit. Els classificadors numerals més comunament utilitzats són -p'eel, per als objectes inanimats, i -Tuul, per a les persones i animals. En total, hi ha més de 70 classificadors numerals utilitzats en mopan.
Els nombres de l'1 al 10 en Mopan Maya són
1. jun-
2. ka'-
3. ox-
4. kän-
5. jo'-
6. wäk-
7. wuk-
8. wäxäk-
9. b'olon-
10. lajun-

## Fonologia

### Consonants
Els següents són els sons de les consonants que utilitza el mopan (escrits en alfabet fonètic internacional):
|            | Labial | Coronal       | Palatal | Velar   | Glotal |
| ---------- | ------ | ------------- | ------- | ------- | ------ |
| Nasal      | m      | n             |         |         |        |
| Oclusiva   | ɓ p pʼ | ɗ t tʼ        |         | k kʼ g* | ʔ      |
| Africada   |        | t͡s t͡sʼ t͡ʃ t͡ʃʼ |         |         |        |
| Fricativa  | f*     | s ʃ           |         |         | h      |
| Aproximant |        | l             | j       | w       |        |
| Bategant   |        | ɾ             |         |         |        |

A més, algunes fonts inclouen [ŋ] (la nasal velar) com un so consonàntic en mopan.
* Els sons [g] i [f] s'utilitzen per a les paraules prestades de l'espanyol i no es corresponen amb els sons nadius mopan.

### Vocals
Els següents són els sons de les vocals del mopan:
|         | Anterior  | Central   | Posterior |
| ------- | --------- | --------- | --------- |
| Tancada | i~ɪ i:~ɪ: |           | u :       |
| Mitjana | ɛ~e ɛ:~e: | ɘ :       | o :       |
| Oberta  |           | a~ɑ a:~ɑ: |           |

## Ortografia
Des de l'època colonial, el mopan ha estat escrit amb l'alfabet llatí. Històricament, s'han utilitzat una gran varietat d'ortografies per representar la llengua, encara que recentment, l'ortografia ha estat estandarditzat per Academia de Lenguas Mayas de Guatemala (ALMG). La següent taula mostra algunes de les ortografies que s'han utilitzat per representar el mopan:
| IPA   | Colonial | Kaufman | Dienhart | ALMG |
| ----- | -------- | ------- | -------- | ---- |
| a~ɑ   | a        | a       | a        | a    |
| ɘ     | a        | ä       | ʌ        | ä    |
| aː~ɑː | a, aa    | aa      | aa       | aa   |
| ɘː    |          |         |          | ää   |
| ɓ     | b        | b'      | b        | b'   |
| t͡ʃ    | ch       | ch      | č        | ch   |
| t͡ʃʼ   | cħ       | ch'     | č'       | ch'  |
| ɗ     |          | d'      | d        | d'   |
| ɛ~e   | e        | e       | e        | e    |
| ɛː~eː | e, ee    | ee      | ee       | ee   |
| f     |          |         |          | f    |
| g     |          |         |          | g    |
| i~ɪ   | i        | i       | i        | i    |
| iː~ɪː | i, ii    | ii      | ii       | ii   |
| h     | h, j     | j       | j        | j    |
| k     | c        | k       | c        | k    |
| k'    | k        | k'      | c'       | k'   |
| l     | l        | l       | l        | l    |
| m     | m        | m       | m        | m    |
| n     | n        | n       | n        | n    |
| o     | o        | o       | o        | o    |
| oː    | o, oo    | oo      | oo       | oo   |
| p     | p        | p       | p        | p    |
| p'    | pp, ꝑ    | p'      | p'       | p'   |
| ɾ     | r        | r       | r        | r    |
| s     | z, ç, s  | s       | s        | s    |
| t     | t        | t       | t        | t    |
| t'    | th, tħ   | t'      | t'       | t'   |
| t͡s    | tz       | tz      | ¢        | tz   |
| t͡sʼ   | ɔ, dz    | tz'     | ¢'       | tz'  |
| u     | u, v     | u       | u        | u    |
| uː    | u, uu    | uu      | uu       | uu   |
| w     | u, v     | w       | w        | w    |
| ʃ     | x        | x       | š        | x    |
| j     | y        | y       | y        | y    |
| ʔ     |          | 7       | '        | '    |